# Иванов, Владимир Александрович (борец)
Владимир Александрович Иванов (1896, Петропавловск, Акмолинская область — 14 июня 1938, Москва) — советский борец классического стиля, чемпион СССР, Заслуженный мастер спорта СССР (1936). Судья всесоюзной категории (1937).

## Биография
Инструктор-методист ЦС «Динамо». Увлёкся борьбой в 1920 году. Участвовал в четырёх чемпионатах СССР.
На 1936 год — начальник кафедры защиты и нападения ГЦОЛИФКа. Подготовил борцов-классиков А. Катулина, А. Борзова, А. Казанского, Г. Пыльнова.
Одновременно, с июня 1937 года, был заместителем председателя всесоюзной коллегии судей по борьбе.
Автор учебного пособия «Французская борьба» (1929).
Арестован 22 марта 1938 года. Обвинён в контрреволюционной шпионской деятельности в пользу Германии. 1 июня 1938 года Комиссией НКВД и Прокуратуры СССР приговорён к расстрелу. Расстрелян 14 июня 1938 года. 10 марта 1956 года реабилитирован. Похоронен на Бутовском полигоне.

## Память
В рамках гражданской инициативы «Последний адрес» в Москве на доме № 18 по улице Казакова (б. Гороховская улица, 20) 12 июля 2016 года установлен мемориальный знак с именем Иванова.

## Спортивные результаты
- Чемпионат СССР по классической борьбе 1924 года —
- Чемпионат СССР по классической борьбе 1928 года —
- Чемпионат СССР по классической борьбе 1933 года —
- Чемпионат СССР по классической борьбе 1934 года —